# Palais du Khédive
Le palais du Khédive (en turc : Hıdiv Kasrı, ou Khedive Palace) ou Çubuklu Palace (Çubuklu Sarayı), situé du côté asiatique du Bosphore à Istanbul, en Turquie, était une ancienne résidence du Khédive Abbas II d'Egypte et du Soudan. 
Le nom de la résidence est alternativement rendu en anglais comme Pavillon du Khédive ou Manoir du Khédive.

## Histoire

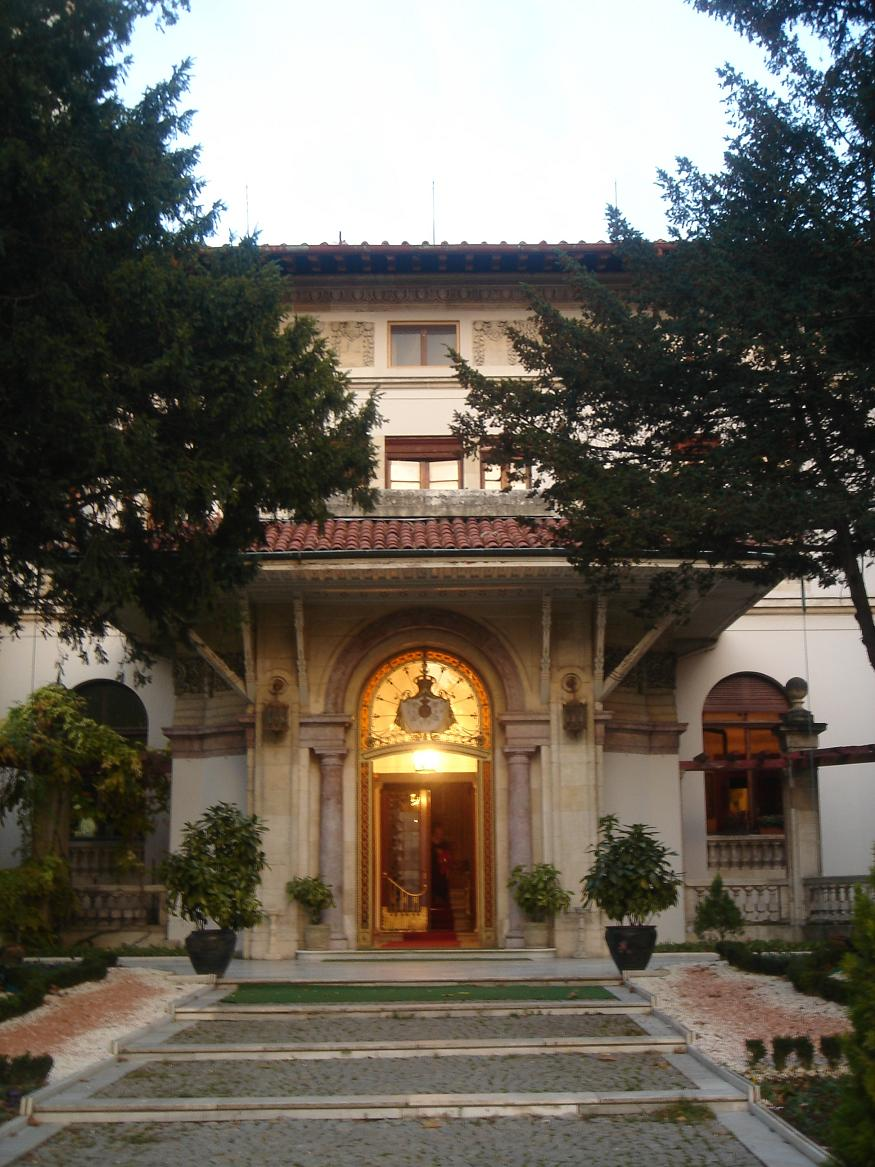
Palais du Khédive

Abbas II (règne de 1892 à 1914) était le dernier Khédive d'Égypte et du Soudan. Contrairement à ses prédécesseurs, Abbas II recherchait des relations de coopération avec l'Empire ottoman, dont la souveraineté sur le Khédivat (qui resta un vassal autonome de l'Empire ottoman jusqu'en 1914) avait effectivement été rendue nominale depuis la prise du pouvoir par Muhammad Ali en 1805. Abbas y voyait un moyen potentiel de saper l'occupation britannique (depuis 1882) de l'Égypte et du Soudan. Dans le cadre de ses efforts pour améliorer les relations avec la Sublime Porte, Abbas a effectué plusieurs visites dans la capitale ottomane, Istanbul, et chargé un architecte slovène Antonio Lasciac (1856–1946), assisté de Delfo Seminati, de construire une résidence d'été sur le Bosphore .

## Description
Le palais, achevé en 1907, a été conçu dans le style Art Nouveau, principalement inspiré des villas italiennes de la Renaissance, intégrant des caractéristiques et des détails de l'architecture ottomane néoclassique ,.
Le palais se dresse sur une colline dans un grand bosquet d'environ 110 hectares au-dessus du quartier de Çubuklu dans le quartier de Beykoz, surplombant le détroit du Bosphore ,.
Entouré de terrasses en marbre, la façade est du bâtiment de trois étages est carrée et les côtés sud et nord-ouest sont en forme de croissant . Une caractéristique unique de la structure est une haute tour . Une fontaine monumentale à l'entrée principale s'élève jusqu'au toit. Dans les environs de la résidence, il y a d'autres belles fontaines et bassins. La roseraie de la résidence est la plus grande d'Istanbul.
Au rez-de-chaussée du palais, plusieurs salles et salles encerclent un hall central, ce qui permet de les relier entre elles. Un grand hall au rez-de-chaussée dispose d'une cheminée. A l'étage supérieur, on trouve deux grandes chambres. La terrasse au-dessus du bâtiment est également accessible par un ascenseur historique à vapeur. Le bâtiment est recouvert du sol au plafond de vitraux .
L'intérieur est décoré avec des éléments néoclassiques, néo-islamiques et néo-ottomans. Les chapiteaux des piliers, murs et plafonds de marbre sont brodés de figures de fleurs, de fruits et d'animaux de chasse reflétant les effets de l'architecture européenne. La porte extérieure du bâtiment est entièrement représentée avec des figures de fleurs dorées.
La seconde épouse non officielle et secrète d'Abbas, Cavidan Hanım (Lady Djavidan ou à l'origine la comtesse hongroise Torok von Szendro), affirme dans ses mémoires « Harem » qu'elle a décidé dans toutes les phases de la création du palais jusqu'à la sélection des éléments pour le décor intérieur. Elle s'est également attribuée la disposition des jardins du palais, y compris les arbres replantés, la roseraie et les sentiers sinueux dans les bois .
Une copie identique du palais a été construite sur les rives du Nil en Égypte.

## Usage moderne
À la demande de Mustafa Kemal Atatürk, le fondateur et premier président de la Turquie, la ville d'Istanbul a acheté le palais en 1937 ,. Cependant, il est resté négligé jusque dans les années 1980.
Le Touring and Automobile Club of Turkey (TTOK) a signé un accord en 1979 avec la municipalité d'Istanbul pour restaurer et gérer certains parcs et sites historiques impériaux ottomans à Istanbul pour le tourisme . Dans ce cadre, l'institution a restauré le palais négligé dans les deux années suivantes. En 1984, le palais du Khédive a ouvert ses portes au public ,.
Les halls intérieurs étaient utilisés comme restaurant, les étages supérieurs comme hôtel, et la salle de marbre et les jardins entourant la résidence comme cafés . La résidence peut accueillir des réunions jusqu'à 1000 personnes en été, avec des cocktails jusqu'à 1500 personnes. En hiver, le palais peut accueillir jusqu'à 450 personnes et des cocktails pour 700 .
Les locaux ont été gérés par le TTOK pendant dix ans, puis repris en 1994 par la municipalité métropolitaine d'Istanbul, car la municipalité n'a pas renouvelé son accord avec le TTOK  . L'établissement de l'hôtel est maintenant fermé .